# 飛行船型低層巡航リモートセンシングシステム
飛行船型低層巡航リモートセンシングシステム（ひこうせんがたていそうじゅんこうリモートセンシングシステム）は、農林水産省の農業環境技術研究所（NIAES・現農業・食品産業技術総合研究機構）が試作した飛行船。飛行船型低層リモートセンシングシステムとも呼ばれる。第二次世界大戦後初の日本製有人飛行船とされるが、NIAESにおいては無人で試験に用いられた。

## 概要
精密な農業管理用の画的変異情報の収集や自然植生のモニタリングに用いられる、人工衛星よりも時間および空間分解能の制約が少ないプラットフォームとして試作されたもの。
ベースとなった飛行船は、スカイピアで飛行船・気球開発課長を務めていた草谷大郎が主導する形で開発が進められていた軟式飛行船である。浮揚ガスとしてヘリウムガスを使用し、空冷エンジン1基で2基のダクテッドファンを駆動させ推進する。約1 kmの範囲での無線操縦を可能とすることで、NIAESでは無人でのエアボーンリモートセンシングに用いられたが、スカイスポーツなどでの使用を想定して操縦者1名による有人運用も可能であり、戦後日本で初めて開発された有人飛行船とされている。また、本体と並行して繋留車、格納庫、エプロン、誘導路、離着陸帯、気象観測システムなどの付随施設や、運行支援や整備・保守・教育体制なども整備されている。開発費用は1億5千万円。
1993年（平成5年）6月28日に開発に着手され、1995年（平成7年）8月8日に初の有人自由飛行を、翌1996年（平成9年）3月11日に初の無人飛行を行っている。新造船としてNIAESに納入された後は1997年（平成9年）度を研究期間として、ゴンドラに青・緑・赤・近赤外の4バンドに対応する4台の1/2モノクロCCDビデオカメラを主体とする画像計測システムを搭載した上で、NIAESおよび農業研究センターの実験農場で観測飛行テストを行った。
振動の少ない安定した飛行特性を持ち、簡易な画像計測システムでも超低速巡航またはホバリングによる静止観測によって良好な品質の画像を撮影できる点、ビデオシステムによって同一の対象を異なる角度から連続撮影できる点、騒音の少なさや観測の自在性といった特性が検証された一方で、テスト当時の飛行船全般が膜材や推進系に抱えていた技術的問題が、コストやメンテナンス労力に反映される問題点も指摘された。
1999年（平成11年）まで研究が続けられた後、土浦市に移管され2016年（平成28年）時点まで現存している。また、飛行船型低層巡航リモートセンシングシステムで培われた技術は、総務省・文部科学省がミレニアム・プロジェクトのひとつとして行っていた成層圏プラットフォームの研究にも応用されている。

## 諸元
出典：「東京都立産業技術高等専門学校・飛行力学研究室の紹介」 309,310頁、「飛行船型低層巡航リモートセンシングシステム」。
- 全長：21.5 m[11]あるいは約23 m[3]
- 全幅：6.2 m
- 全高：7.9 m
- 最大直径：約7 m
- 気嚢容積：395 m3
- ヘリウム容量：約320 m3
- エンジン：空冷2サイクル6気筒（25 hp[3]あるいは28 hp[11]） × 1
- 最大速度：45 km/h
- 巡航対気速度：0 - 10 km/h
- バロネット上昇限度：1,300 mAGLまたは2,000 mMSL
- 飛行高度：約30 - 500 m
- 最大航続時間：3時間
- ペイロード：約100 kg
- 乗員：1名または0名